# Ballıkaya, Sulusaray
Ballıkaya là một xã thuộc huyện Sulusaray, tỉnh Tokat, Thổ Nhĩ Kỳ. Dân số thời điểm năm 2011 là 477 người.